# Burlington (Massachusetts)
Burlington és una població dels Estats Units a l'estat de Massachusetts. Segons el cens del 2007 tenia 25.034 habitants.

## Demografia
Segons el cens del 2000, Burlington tenia 22.876 habitants, 8.289 habitatges, i 6.374 famílies. La densitat de població era de 747,9 habitants per km².
Dels 8.289 habitatges en un 32,6% hi vivien nens de menys de 18 anys, en un 65,2% hi vivien parelles casades, en un 9,1% dones solteres, i en un 23,1% no eren unitats familiars. En el 19,1% dels habitatges hi vivien persones soles el 7,7% de les quals corresponia a persones de 65 anys o més que vivien soles. El nombre mitjà de persones vivint en cada habitatge era de 2,76 i el nombre mitjà de persones que vivien en cada família era de 3,18.
Per edats la població es repartia de la següent manera: un 23,6% tenia menys de 18 anys, un 6,3% entre 18 i 24, un 31,1% entre 25 i 44, un 25,2% de 45 a 60 i un 13,9% 65 anys o més.
L'edat mediana era de 38 anys. Per cada 100 dones de 18 o més anys hi havia 93,7 homes.
La renda mediana per habitatge era de 75.240 $ i la renda mediana per família de 82.072$. Els homes tenien una renda mediana de 55.635 $ mentre que les dones 36.486$. La renda per capita de la població era de 30.732$. Entorn de l'1,3% de les famílies i l'1,9% de la població estaven per davall del llindar de pobresa.

## Fills il·lustres
- Roderick MacKinnon (1956 -) bioquímic, Premi Nobel de Química de l'any 2003.